# Valeriana albonervata
Valeriana albonervata är en kaprifolväxtart som beskrevs av Robinson och Henry Eliason Seaton. Valeriana albonervata ingår i släktet vänderötter, och familjen kaprifolväxter. Inga underarter finns listade i Catalogue of Life.